# 小行星5157
小行星5157（英語：5157 Hindemith）是一颗围绕太阳公转的小行星。1973年10月27日，佛蒙特·伯根在陶腾堡发现了此天体。
这颗小行星的绝对星等为65.39389063342884等。